# 1999年度兒歌金曲頒獎典禮得獎名單
1999年度兒歌金曲頒獎典禮於1999年8月29日於香港演藝學院舉行，是次頒獎典禮是唯一一次並非在無綫電視錄影廠舉行的兒歌金曲頒獎典禮。當年「兒童大使」為蔡子健、鄺文珣、元華和蓋世寶。

## 十大兒歌金曲
1. 《BB保你大》 - 何嘉莉 （《BB保你大》片頭曲[1]）
2. 《生命有價》 - 閃電傳真機主持（翻唱王馨平歌曲），頒獎嘉賓︰吳君如
3. 《彈珠人的愛心炸彈》 - 楊千嬅，頒獎嘉賓︰吳孟達 （《Bom Bom彈珠人》片頭曲）
4. 《非一般格鬥》 - 唐韋琪 （《超時空金牌小女將》片頭曲）
5. 《快樂的頑皮公主笑一世》 - 葉佩雯，頒獎嘉賓︰吳啟華
6. 《小丸子妙想天開》 - 歐倩怡，頒獎嘉賓︰顧嘉煇
7. 《正義大朋友》 - 謝霆鋒 （《超人帝拿》片頭曲）
8. - 陳浩民，頒獎嘉賓︰張達明 （《寵物小精靈》 片頭曲）
9. 《聖賢說》 - 安德尊，頒獎嘉賓︰吳敏倫
10. 《星際漫遊 YA YA YA》 - 劉愷威

## 至NET兒歌大獎
- 《彈珠人的愛心炸彈》 - 楊千嬅

## 金曲金獎
- - 陳浩民

## 榮譽大獎
- 《叮噹》